# Университет Сесара Вальехо
Университет Сесара Вальехо (исп. Universidad César Vallejo) — частный университет, расположенный в г. Трухильо, Перу. Основан 12 ноября 1991 года и назван в честь перуанского поэта Сесара Вальехо. Состоит из 8 факультетов.